# Bambi Woods
Bambi Woods (Pierre, Dakota del Sud; 12 de juliol de 1955 - desapareguda el 1986) era una actriu pornogràfica i stripper estatunidenca reconeguda per ser la protagonista principal de la pel·lícula pornogràfica de 1978 Debbie Does Dallas. El seu èxit meteòric en la Edat d'Or del Porno i la seva posterior desaparició va intrigar als guionistes i periodistes de la indústria pornogràfica, i va despertar l'interès pel seu parador i el mite sobre la seva trobada amb un destí sòrdid (mort per sobredosi) diversos anys després del seu apogeu.

## Biografia
Woods va ser coneguda pel seu primer paper com el personatge epònim de Debbie en la pel·lícula pornogràfica Debbie Does Dallas. A les marquesines dels principals cinemes on es va estrenar la pel·lícula es mostraven fotografies seves vestida de vaquera i amb una posa suggerent. Als mateixos cartells es deia que Woods era una exanimadora dels Dallas Cowboys. En realitat, Woods havia intentat entrar a l'equip, però sense aconseguir-ho. Al tràiler Woods insistia que cap de les seves experiències prèvies van ser utilitzades en la història, completament fictícia.
Woods va dir que la seva entrada a la indústria pornogràfica va ser organitzada per una amiga a qui li devia diners. El productor i director de Debbie Does Dallas, Jim Clark, va dir que va crear el nom artístic de Bambi Woods en al·lusió al personatge de Disney: "No hi havia cap raó real darrere d'això. Bambi ... un cérvol. Sol. Al bosc".
La seva carrera en la indústria es va produir cap al final de l'Edat d'Or del Porno, en un moment en què no hi havia lleis que exigissin la verificació obligatòria i el registre de les veritables identitats dels participants. Fins i tot els noms reals dels actors més prolífics van romandre desconeguts fora de la seva professió fins a dècades després, quan van circular les seves identitats. Encara que Woods aparentment va realitzar Debbie Does Dallas per saldar el deute que devia a la seva amiga, va gastar tots els seus guanys, per la qual cosa aquesta amiga va fer gestions perquè es convertís en ballarina eròtica i treballés a diversos clubs per saldar el deute.
Debbie Does Dallas es va convertir en un èxit comercial, i Bambi Woods rebia elogis quan anava ballar a diversos clubs nocturns i discoteques de Nova York, com el Plat's Retreat o el mític Studio 54. No obstant això, es va angoixar quan la seva popularitat va fer que la seva família descobrís que feia d'actriu pornogràfica. Molts anys més tard, el llegat cultural de Debbie Does Dallas var seguir present en la indústria pornogràfica, amb un musical homenatge a la pel·lícula i un reality pornogràfic.
Dos anys després del seu debut, Bambi no va rodar més pel·lícules. No obstant això, va reaparèixer per rodar les dues seqüeles de Debbie Does Dallas así como la cinta Swedish Erotica 12.

## Desaparició
Bambi Woods va desaparèixer, en una data incerta, a mitjans dels anys 1980. En un article, publicat el 6 de febrer de 2005 al diari australià The Age, s'afirmarva que Woods hauria mort el 1986 d'una sobredosi de droga, sense que s'investiguessin les causes concretes de la seva defunció. Aquesta hipòtesi va ser defensada en diversos mitjans. La seva història va arribar a la televisió amb el reportatge Debbie Does Dallas Uncovered, del canal britànic Channel 4, que es va emetre aquell mateix any. En el reportatge es va intentar rastrejar la seva família durant la dècada de 1990 i es va contractar un investigador privat que va informar que Woods podria estar vivint a l'àrea de Des Moines (Iowa), i que no desitjava participar ni publicitar més la seva carrera.
El 2007, el lloc web YesButNoButYes va publicar una entrevista amb una persona que afirmava ser Bambi Woods i que desmentia que el seu veritable nom fos Debbie DeSanto o Barbara Woodson. La mateixa persona va dir que va deixar la gran ciutat per treballar com a actriu, encara que va haver de començar fent feines menors com a caixera i reposadora en un supermercat abans d'arribar a convertir-se en l'ídol de Debbie Does Dallas. L'entrevista no va estar exempta de polèmica, perquè el periodista que la va fer no va poder confirmar que la remitent d'aquestes informacions, que no va conèixer en persona, sinó que es va comunicar per correu electrònic, fos realment Bambi Woods, encara que la revelació de petits detalls que tan sols la mateixa Woods podria saber va fer pensar que era real.